# Nairobi Challenger
Il Nairobi Challenger è stato un torneo professionistico di tennis giocato su campi in terra rossa. Faceva parte dell'ATP Challenger Series. Si giocava annualmente a Nairobi in Kenya.

## Albo d'oro

### Singolare
| Anno       | Campione               | Finalista          | Punteggio     |
| ---------- | ---------------------- | ------------------ | ------------- |
| 1982       | Haroon Ismail          | Egan Adams         | 1–6, 6–1, 6–3 |
| 1983       | Michiel Schapers       | John Austin        | 6–3, 6–4      |
| 1984- 1985 | Non disputato          | Non disputato      | Non disputato |
| 1986       | Peter Elter            | Marcel Freeman     | 6–2, 7–6      |
| 1987       | Luca Bottazzi          | Paul Wekesa        | 6–2, 7–6      |
| 1988       | Paul Wekesa            | João Cunha e Silva | 7–6, 3–6, 6–3 |
| 1989       | Karel Nováček          | Sascha Nensel      | 6–3, 6–3      |
| 1990       | Christian Miniussi (1) | Pablo Arraya       | 2–6, 6–3, 6–4 |
| 1990 (2)   | Christian Miniussi (2) | Menno Oosting      | 6–2, 7–6      |

### Doppio
| Anno       | Campioni                             | Finalisti                             | Punteggio     |
| ---------- | ------------------------------------ | ------------------------------------- | ------------- |
| 1982       | Drew Gitlin Jan Kodeš                | Bernhard Pils Helmar Stiegler         | 6–4, 3–6, 6–3 |
| 1983       | John Austin Larry Stefanki           | Phil Lehnhoff Mark Wagner             | 6–2, 6–3      |
| 1984- 1985 | Non disputato                        | Non disputato                         | Non disputato |
| 1986       | David Felgate Nick Fulwood           | Marcel Freeman Gustavo Tiberti        | 6–2, 7–6      |
| 1987       | Anand Amritraj Srinivasan Vasudevan  | Antonio Altobelli Giovanni Lelli Mami | 6–3, 6–4      |
| 1988       | Charles Bud Cox Stephan Medem        | Ugo Colombini Agustín Moreno          | 7–6, 4–6, 6–4 |
| 1989       | Ned Caswell Chris Garner             | Fabio Di Mauro Mario Visconti         | 6–3, 7–6      |
| 1990       | Eduardo Masso (1) Christian Miniussi | João Cunha e Silva Menno Oosting      | 3–6, 7–5, 7–6 |
| 1990 (2)   | João Cunha e Silva Eduardo Masso (2) | Zeeshan Ali Libor Pimek               | 6–4, 7–5      |